# Championnats de France d'athlétisme en salle 1972
Navigation
Édition suivante
La première édition des Championnats de France d'athlétisme en salle s'est déroulée les 12 et 13 février 1972 à Grenoble. 

## Palmarès
| Discipline       | Hommes                | Hommes       | Femmes                | Femmes       |
| ---------------- | --------------------- | ------------ | --------------------- | ------------ |
| 50 m             | Michel Limousin       | 5 s 8        | Sylviane Telliez      | 6 s 3        |
| 400 m            | Michel Dach           | 48 s 7       | Colette Besson        | 53 s 8       |
| 800 m            | Francis Gonzalez      | 1 min 51 s 1 | Danielle Verriest     | 2 min 11 s 5 |
| 1 500 m          | Jacky Boxberger       | 3 min 45 s 0 | Monique Baulu         | 4 min 37 s 3 |
| 3 000 m          | Michel Géraudie       | 8 min 7 s 4  | -                     | -            |
| 50 m haies       | Marc Noé              | 6 s 6        | Jacqueline André      | 7 s 3        |
| Saut en hauteur  | Michel Le Goff        | 2,10 m       | Monique Horrent       | 1,74 m       |
| Saut à la perche | Jean-Michel Bellot    | 5,05 m       | -                     | -            |
| Saut en longueur | Jean-François Bonhème | 7,65 m       | Marie-Pascale Guillet | 5,91 m       |
| Triple saut      | André Rota            | 15,78 m      | -                     | -            |
| Lancer du poids  | Yves Brouzet          | 19,48 m      | Simone Créantor       | 13,80 m      |